# Jules Michelet

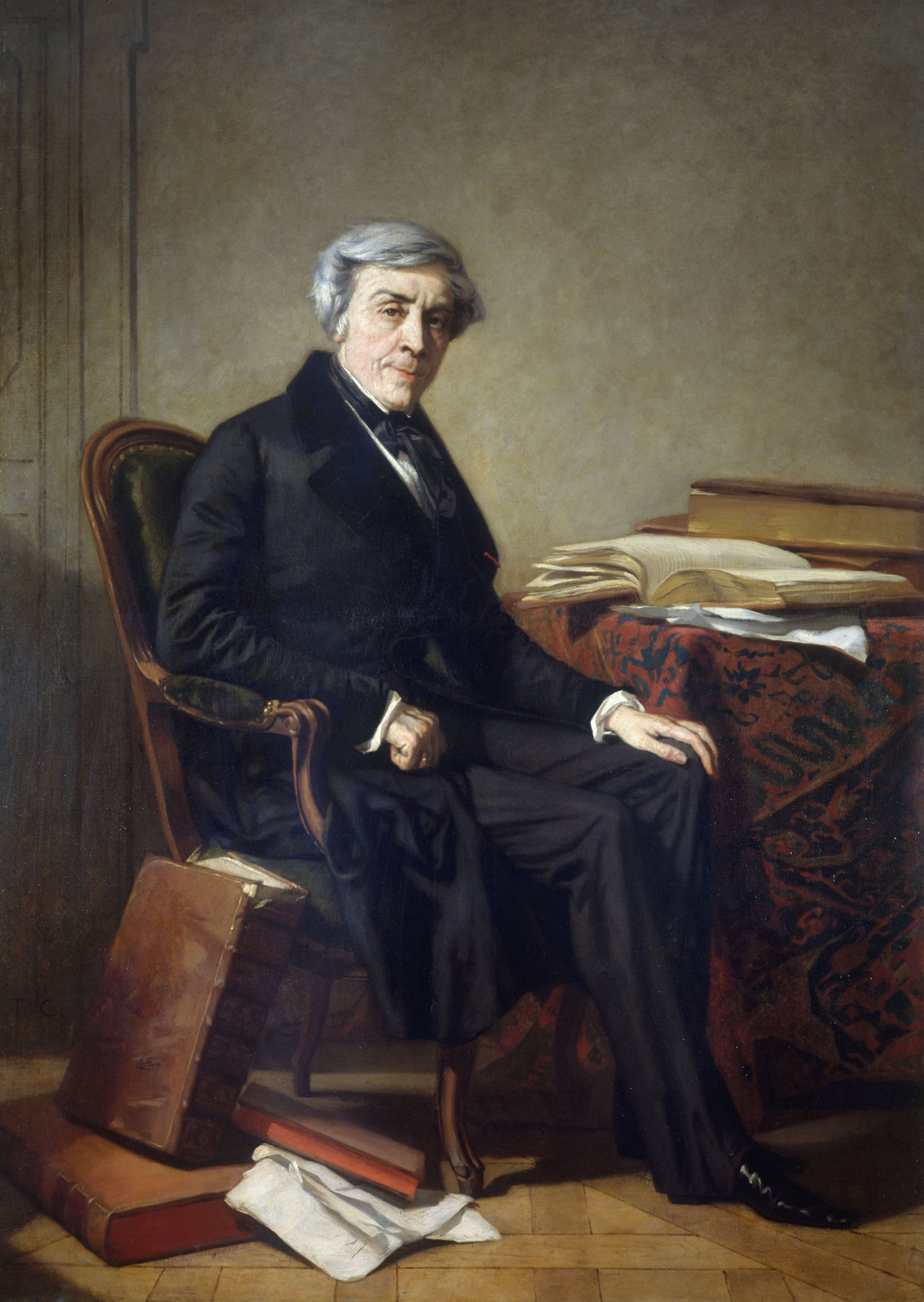
Jules Michelet, Gemälde von Thomas Couture

Jules Michelet (* 21. August 1798 in Paris; † 9. Februar 1874 in Hyères, Département Var) war ein französischer Historiker des 19. Jahrhunderts.

## Leben
Nach Lehrtätigkeiten am Collège Rollin (Paris, 1821) und an der École normale supérieure (1830) wurde er Sektionschef am Nationalarchiv. Michelet war ein Verfechter der Demokratie, patriotisch bzw. nationalistisch gesinnt und ebenso heftiger Gegner der Klerikalen. In seinen Werken deutete er die Geschichte Frankreichs in diesem Sinne: Hauptakteur ist das Volk (le peuple), Ziel ist die Schaffung einer französischen Nation (la nation). Zu den besonders glorifizierten Ereignissen in seiner monumentalen Histoire de France (1833) zählen das Auftreten der Jeanne d’Arc und die Französische Revolution. Aufgrund der universalen Errungenschaften der Revolution, die der gesamten Menschheit Nutzen gebracht hätten, gebührt Frankreich Michelet zufolge ein besonderer Platz unter den Nationen. Damit wurde er zum Vater der republikanisch-nationalen („jakobinischen“) Geschichtsschreibung, die vor allem zur Zeit der Dritten Republik einflussreich war.
1838 wurde er Mitglied der Académie des sciences morales et politiques sowie Professor für Geschichte am Collège de France. Nach heftigem Streit verlor der überzeugte Republikaner 1851 unter Kaiser Napoleon III. seine Lehraufgabe und die Archivarsstelle. In der Folgezeit wandte er sich moral-philosophischen Themen zu und verfasste zahlreiche, seinerzeit viel gelesene Schriften.
1874 starb Jules Michelet in Hyères an der Côte d’Azur und wurde dort auch beerdigt. Zwei Jahre später wurde er umgebettet auf den Friedhof Père-Lachaise (Div. 52).

## Wirken
Seine Schrift Le peuple führt erstmals den Begriff der Masse als Kategorie der Politik und der Geschichte ein. Auch verwendete er als erster „Renaissance“ für eine historische Epoche. Nach ihm wurde der Begriff dann durch Jacob Burckhardt bekannt.

„Jules Michelet porträtierte die Hexe in La Sorcière als ‚Ärztin des Volkes‘ und Kämpferin gegen feudale Unterdrückung, welche von einer Verschwörung der Fürsten und Juristen, Theologen und Mediziner gnadenlos verfolgt worden sei, deren Einsatz aber unvergeßlich bleibe, ein Kraftquell des Kampfes gegen Unterdrückung“

Die Brüder Goncourt charakterisieren seine Geschichtsschreibung in ihren Tagebüchern wie folgt: „alle niederen Partien im Licht, die hohen im Dunkeln“. Er sei „ein Historiker mit einem Opernglas“. Einmal schlug Michelet ihnen vor, eine Geschichte der einflussreichen Kammerzofen zu schreiben, die in den Verlauf der Geschichte eingegriffen haben.

## Ehrungen
- 27. April 1833 Ritter der Ehrenlegion

## Werke (Auswahl)
Als Autor
- Tableau chronologique de l’histoire moderne de 1453 à 1739. Brüssel 1840 (EA Paris 1825).
- Tableau synchronique d’histoire moderne de 1453 à 1648. Paris 1826.
- Précis d’histoire moderne. Bibliothèque Diderot, Lyon 2015 (EA Paris 1827, Digital)
- Introduction à l’Histoire Universelle (1831)
(Die dritte Auflage 1843 ist betitelt: Introduction a l’histoire universelle suivie du discours d’ouverture. Prononce en 1834 a la Faculte des lettres, et d’un fragment sur l’education des femmes au moyen age)
  - Deutsch: Einleitung in die allgemeine Geschichte. Hallberger, Stuttgart 1834.
- Abrégé d’histoire de France. Paris 1881 (EA Paris 1833)

1. Moyen âge.
2. Temps modernes.
3. Précis de l’histoire de France jusqu’à la Révolution.

- Histoire romaine. Hachette, Paris 1831 (2 Bände)
- Mémoires de Luther. Écrit par lui-même (= Les temps retrouvé). Mercure de France, Paris 2006, ISBN 978-2-7152-2647-0 (EA Paris 1835)
- Origines du droit français. Cherchées dans les symboles et les formules du droit universel. Paris 1838 (EA Paris 1837)
- Histoire de France. Paris 1867 (EA Paris 1833ff in 5 Bänden)
  - Jusqu’à la date de 1270. 1833 (2 Bände)
  - Jusqu’à la mort de Charles V. 1837.
  - Le règne de Charles VI. 1840.
  - Charles VII. 1841.
  - Louis XI et le Téméraire. 1844
 (Beinhaltet Moyen Age, 6 Bände, 1833–44); Histoire de la Révolution française (7 Bände, 1847–53); Temps Modernes (7 Bände, 1857–67); Histoire du XIX siècle (3 Bände, 1872–73); und Le Peuple (1846).
  - als Einzelausgaben aus diesem Werk sind weiterhin: Jeanne D’Arc und Tableaux de France.
- L’Histoire de la Révolution francaise. Paris 1847/53 (7 Bände))
  - Deutsch: Geschichte der Französischen Revolution (Digitalisat Bände 1+2; Digitalisat Bände 3+4; Digitalisat Bände 5+6; Digitalisat Bände 7+8; Digitalisat Bände 9+10)
- Le Procès des Templiers. CTHS, Paris 1987, ISBN 2-73550-162-0 (EA Paris 1841/51, Digitalisat)
- zusammen mit Edgar Quinet: Des Jesuites. Paris 1843.
  - Deutsch: Die Jesuiten. Vorlesungen. Schweighauser, Basel 1843.
- Du prêtre, de la femme et de famille. Paris 1900 (EA Paris 1845)
  - Deutsch: Der katholische Priester in seiner Stellung zum Weibe und zur Familie. Michelsen, Leipzig 1845.
- Le peuple. Flammarion, Paris 1974 (EA Paris 1846)
  - Deutsch: Das Volk. Hoff, Mannheim 1846 (Digitalisat).
- Pologne et Russie. Legende de Kosciusko. Librairie Nouvelle, Paris 1851.
- Legendes démocratiques du nord. Brüssel 1968 (EA Paris (1854)
- Les femmes de la révolution. Héroines, victimes, amoureuses. Hachette, Paris 1961 (EA Paris 1854).
  - Deutsch: Die Frauen der Revolution. Insel Verlag, Frankfurt/M. 1984, ISBN 3-458-32426-7 (Digitalisat).
  - Deutsch: Die Frauen der Revolution. Neuausgabe der deutschen Übersetzung von Gisela Etzel, München, Verlag Albert Langen, 1913 im Verlag Hofenberg, Berlin 2017, ISBN 978-3-7437-1504-2.
- L’oiseau. Paris 1856.
  - Deutsch: Aus den Lüften: das Leben der Vögel. Wolff, Berlin 1860 (Digitalisat).
  - Deutsch: Die Welt der Vögel. W. Bruns Verlag, Minden 1883.
  - Der Vogel. Greno, Nördlingen 1986, ISBN 3-89190-003-1 (übersetzt von Uwe Nettelbeck, illustriert von John James Audubon)
- L’Insecte. Paris 1858.
(Erster Teil: La métamorphose, Zweiter Teil: De la mission et des arts de l’Insecte. Dritter Teil: Sociétés des insectes)
  - Deutsch: Das Insekt. Naturwissenschaftliche Beobachtungen  und Reflexionen über das Wesen und Treiben der Insektenwelt. Vieweg, Braunschweig 1858.
- L’Amour. Paris 1859.
  - Übersetzung in die deutsche Sprache von Friedrich Spielhagen: Die Liebe. Reclam, Leipzig 1889 (Digitalisat)
- La Femme. Paris 1860.
  - Übersetzung in die deutsche Sprache von Friedrich Spielhagen: Die Frau. Reclam, Leipzig 1890 (Digitalisat)
- La Mer. Paris 1861.
  - Übersetzung in die deutsche Sprache von Friedrich Spielhagen: Das Meer. J. J. Weber, Leipzig 1861 (Digitalisat)
  - Deutsch: Das Meer. Campus Verlag, Frankfurt/M. 2006, ISBN 3-593-38132-X (übersetzt von Rolf Wintermeyer)
- La Sorcière. Paris 1862.
  - Deutsch: Die Hexe. Area, Erftstadt 2005, ISBN 3-89996-323-7 (übersetzt von R. Klose)
- Bible de l’humanité. Paris 1864.
  - Deutsch: Bibel der Menschheit. Edition Geheimes Wissen, Graz 2017, ISBN 978-3-903045-65-1. (Online, Ausgabe des Steinhauser-Verlages, Prag 1865)
- La Montagne. Paris 1868.
  - Deutsch: Der Berg. Mahler Verlag, Stühlingen 2016, ISBN 978-3-941212-04-6 (übersetzt von Andreas Mahler).
- Nos fils (= Coll. Ressources, 101). Slatkine, Genf 1980 (EA Paris 1869).
- La France devant l’Europe. Florenz 1871.
- Histoire du dix-neuvième siècle. Paris 1872/75 (3 Bände)
- Les Soldats de la révolution. Calmann-Lévy, Paris 1909 (EA Posthum Paris 1878)
- Le banquet. Papiers intimes. Paris 1879 (Posthum 1879)
- Ma jeunesse. Édition de l’université, Brüssel 2013, ISBN 978-2-8004-1542-0 (EA Posthum Paris 1884)

Als Herausgeber
- Œuvres choisies de Vico contenant ses Memoires, ecrits par lui-meme, la Science nouvelle, Les opuscules, Lettres, Etc. Precedees d’une introduction sur sa vie et ses ouvrages. Paris 1835.

Als Übersetzer
- Giambattista Vico: Principes de la philosophie de l’histoire de Vico. SBL, Brüssel 1859 (EA Paris 1827)